# Hahn am See
Pour les articles homonymes, voir Hahn.
Hahn am See est une municipalité de la Verbandsgemeinde de Wallmerod, dans l'arrondissement de Westerwald, en Rhénanie-Palatinat, dans l'ouest de l'Allemagne.